# Jugendbauhütte Lübeck
Die Jugendbauhütte Lübeck wurde im Jahre 2010 als 13. der nunmehr 16 Jugendbauhütten der Deutschen Stiftung Denkmalschutz in Lübeck, der alten Hansestadt an der Trave, gegründet.

## Geschichte
Anfang der 1980er-Jahre beschlossen Kuratorium und Geschäftsleitung der Deutschen Stiftung Denkmalschutz (DSD), 12 Jugendbauhütten einzurichten. In der „Hütte“ sollten sich junge Menschen freiwillig zusammenfinden und gemeinsam unter fachlicher Anleitung und Aufsicht in den vielseitigen Feldern der Denkmalpflege und des Denkmalschutzes mitarbeiten können. Gleichzeitig sollte die Jugendbauhütte ihrer weiteren beruflichen Planung Orientierung bieten und gegebenenfalls als Vorbereitung zu einer restauratorischen oder handwerklichen Ausbildung dienen. Das Angebot gilt bis heute insbesondere Personen mit kürzlich erworbenem Schulabschluss.
Der ehemalige Lübecker Bürgermeister Robert Knüppel schlug als Geschäftsführer der DSD damals vor, in der sanierungsbedürftigen Bischofsherberge in der Lübecker Großen Burgstraße 9–13 eine erste Jugendbauhütte einzurichten. Trotz gesicherter Finanzierung durch die Possehl-Stiftung scheiterte die vertragliche Vereinbarung an der fehlenden Zustimmung der Eigentümer der unter Denkmalschutz stehenden Bischofsherberge.
Nachdem bekannt geworden war, dass die Universität Lübeck das Gebäude der Seefahrtschule Lübeck nicht weiter benötigte, wurde auf Anfrage aus Lübeck von der DSD mit Schreiben vom 6. April 2010 (N. Heinen) Interesse bekundet: „... ob die Finanzierung gesichert werden kann (um dann) weitere Schritte in Richtung auf die Gründung einer Jugendbauhütte zu unternehmen.“
Im Hause der Possehl-Stiftung kam es daraufhin am 9. August 2010 zu einer Art Gründungsversammlung u. a. mit Renate Menken, Gottfried Kiesow, Robert Knüppel, N. Heinen.
Neben den Fragen zur Finanzierung der Jugendbauhütte Lübeck für einen Zeitraum von mindestens 5 Jahren wurde das Problem der „Hütte“ für die Jugendlichen in einem sanierungsbedürftigen Denkmal erörtert. Vorgeschlagen wurde, das unter Denkmalschutz auf den Kasematten des Kaisertors stehende Seefahrtschulgebäude durch die Possehlstiftung vom Land Schleswig-Holstein zu erwerben, um es für die Jugendbauhütte Lübeck der DSD bei einer mit an Sicherheit grenzenden Finanzierung zur Verfügung zu stellen.
Nach Antragstellung der DSD hielt die Possehl-Stiftung Mittel für Aufbau und Betrieb der Jugendbauhütte Lübeck im Gebäude der ehemaligen Seefahrtschule auf dem Wall bereit.
Der Arbeitsbeginn der Jugendbauhütte Lübeck wurde auf den 1. September 2011 festgelegt.
Im Heilig-Geist-Hospital zeigte die DSD im April 2011 daraufhin ihre „Wanderausstellung Jugendbauhütten“. Sie fand offensichtlich ein großes Interesse in der Lübecker Öffentlichkeit. Die Leiterin der Jugendbauhütte Lübeck wurde von den durch einen Kooperationsvertrag verbundenen Internationalen Jugendgemeinschaftsdiensten an der Geschäftsstelle Wismar eingestellt. Der Anleiter für die 5 „mobilen Bauhüttler“, ein Zimmermannsmeister, folgte wenig später.
Die Jugendbauhütte Lübeck zog nicht wie vorgesehen ins Seefahrtschulgebäude auf dem Kaisertor ein, sondern musste sich notgedrungen in der von der Hansestadt Lübeck zur Verfügung gestellten Hausmeisterwohnung im Kellergeschoss der Gewerbeschule 1 in der Dankwartsgrube behelfen. In diesem Provisorium begann die Arbeit der Jugendbauhütte Lübeck am 1. September 2011 mit 22 Teilnehmer im Freiwilligen Jahr in der Denkmalpflege. Die öffentliche Vorstellung der Jugendbauhütte Lübeck und die feierliche Eröffnung erfolgte am 30. März 2012 im Heilig-Geist-Hospital. Die „Notunterkunft Hausmeisterwohnung“ für die Jugendbauhütte Lübeck blieb unerwähnt.
Ende März 2014 legten der Lübecker Jugendring e.V. und die Jugendbauhütte Lübeck ein „Projekt“ als Werbebroschüre zum Thema „Alte Seefahrtschule“ mit dem Ziel „Jugendgästehaus-Jugendbauhütte“ in der „Alten Seefahrtschule Lübeck“ vor. Ein namhaftes Lübecker Architekturbüro entwickelte umfangreiche Pläne im Sinne des Denkmalschutzes. Modellrechnungen des Lübecker Jugendrings e.V. vom 6. Mai 2013 belegten die Wirtschaftlichkeit des Projekts zur Erhaltung dieses Lübecker Kulturgutes Seefahrtschule Lübeck als Bildungseinrichtung nicht nur für die Lübecker Jugend.
Das Vorhaben scheiterte nicht aus finanziellen Gründen. Die Jugendbauhütte Lübeck blieb weiterhin ohne „Hütte“.

## Gegenwart

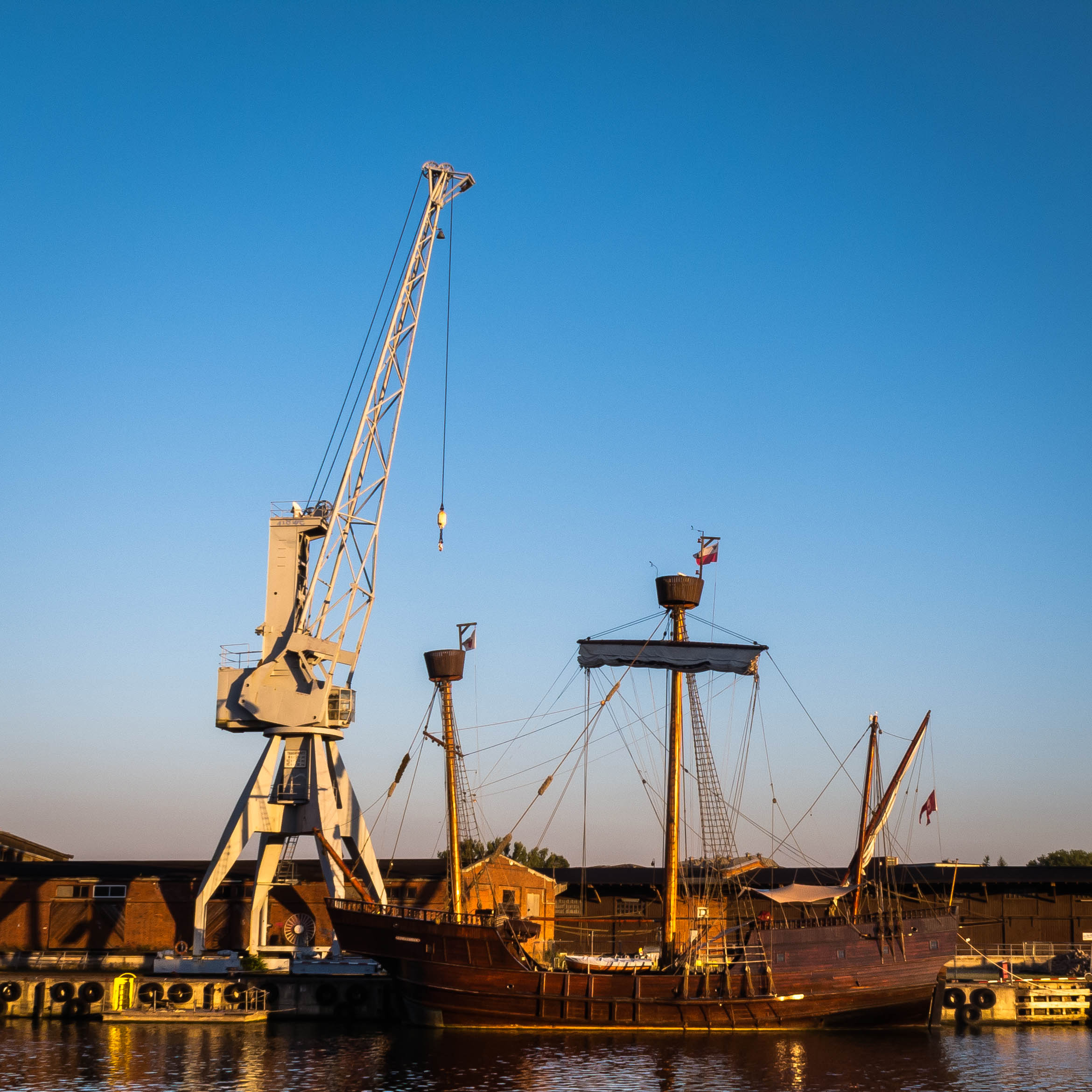
Schuppen D hinter der Lisa von Lübeck

Zu den besonderen Projekten der Jugendbauhütte Lübeck zählte u. a. der Nachbau eines gotischen Holzkellers aus dem Lübecker Gründungsviertel, der 2018 in der Ausstellung Bewegte Zeiten – Archäologie in Deutschland im Gropiusbau in Berlin gezeigt wurde.
Als weitere jahrgangsübergreifende Projekte sind hier Arbeiten an der Lisa von Lübeck sowie u. a. Sicherungsarbeiten am denkmalgeschützten Erdmann-Holtorf-Pavillon in Langballigau an der Flensburger Förde zu erwähnen und die im Zusammenhang damit entwickelte öffentliche Darstellung von Szenen der bislang nicht aufgeführten Operette Die entsprungene Insel des Künstlers und Theaterprinzipals Hans Holtorf am Tag des offenen Denkmals 2019 als Sprechtheater in Lübeck.
Gegenwärtig befindet sich die Jugendbauhütte im historischen Schuppen D auf der Nördlichen Wallhalbinsel als Gast und in Zusammenarbeit mit der Gesellschaft Weltkulturgut Hansestadt Lübeck (gemeinnützig) e.V.
Im Herbst 2020 wurde bekannt, dass die Deutsche Stiftung Denkmalschutz den denkmalgeschützten Schuppen erwerben will.
Die Jugendbauhütte Lübeck feierte öffentlich auf der „Lisa von Lübeck“ und im Schuppen D,  verschoben wegen der  COVID-19-Pandemie, am 17. Juni 2022  ihren 10. Geburtstag.